# Bonneuil-sur-Marne

Bonneuil-sur-Marne este o comună în departamentul Val-de-Marne, Franța. În 2009 avea o populație de 16,594 de locuitori.